# 채넌 로
채넌 로(Channon Roe, 1969년 10월 27일 ~ )는 미국의 배우이다.
패서디나에서 태어났다.

## 출연 작품
- 체이싱 매버릭스 (2012년) - 밥 피어슨 역
- Lbf (2011년)
- 시카고 코드 (2011년)
- 5 나이츠 인 할리우드 (2009년) - 지피 역
- 에너미 라인스 3 (2009년)
- 더트 (2007년)
- 뷰티풀 드리머 (2006년) - 레이 역
- 윈드폴 (2006년)
- 리얼 킬러 (2000년)
- 싸이코 비치 파티 (2000년)
- 정키드 (1999년)
- 걸 (1999년)
- 더 이상 참을 수 없어 (1998년)
- 부기 나이트 (1997년)
- 파이널 캅 (1996년)
- 바이오돔 (1996년)
- Sketch Artist II: Hands That See (1995)
- 솔저 보이 (1995년)
- 인베이더 (1995년)

### 텔레비전
- 엑스파일 (1997)
- 뉴욕경찰 24시 (1997)
- 뱀파이어 해결사 (1999)
- 닥터 슬론 (1999)
- 도망자 (2000)
- 참드 (2002)
- CSI: 마이애미 (2002, 2011)
- 데드우드 (2005)
- CSI: 과학수사대 (2005-13)
- 24 (2006)
- The O.C. (2006)
- 프리즌 브레이크 (2007)
- 본즈 (2008)
- NCIS (2009)
- 캐슬 (2009)
- 콜드 케이스 (2009)
- 하우스 (2011)
- 저스티파이드 (2011)
- NCIS: 로스앤젤레스 (2011-13) - 레이 역
- 베이거스 (2012)
- 머더 인 더 퍼스트 (2015)